# 素楽
素楽（そらく、生没年不詳）とは、江戸時代の浮世絵師。

## 来歴
師系・経歴不明。寛政の頃に素楽と称して錦絵の美人画を数点残している。画風は歌麿風または細田派の影響を受けたものとされる。

## 作品
- 「調の緒を結ぶ美人」　大判錦絵
- 「風流美人六花仙」　大判錦絵
- 「七夕哥つくし」　間判錦絵